# Chen I-lan
Chen I-lan (陳伊蘭T, Chén YīlánP; 12 marzo 1966) è un'ex cestista taiwanese.

## Carriera
Con Taiwan ha disputato i Campionati mondiali del 1986.